# Пластилінографія
Пластилінографія — один з видів народної творчості та декоративного і прикладного мистецтва в естетичному розвитку людей. Являє собою створення ліпних картин із зображенням більш-менш опуклих, напівоб'ємних об'єктів на горизонтальній поверхні. Основний матеріал — пластилін. Можливе використання комбінованих технік. Наприклад, декорування поверхні бісером, насінням рослин, природним матеріалом. У деяких випадках в техніці пластілінографія проводиться модифікація виробів, що призводить до створення оригінальних творів. Наприклад, на плоскій поверхні графічно зображується пейзаж, а деталі переднього плану зображуються пластілінографією.

## Техніка малювання пластиліном
Для малювання пластиліном знадобляться наступні матеріали:
- картон або щільний папір;
- дерев'яна або пластикова дошка для розкачування пластиліну;
- ємність з водою для змочування рук;
- набір різнокольорового пластиліну;
- вологі серветки для рук;
- набір стеків різної форми.

Створення вироби в техніці пластилинографія складається з наступних операцій:
1. Вибираємо малюнок-основу для створення картини з пластиліну. Для самих маленьких художників почати малювання пластиліном найкраще з веселки. Переносимо сподобався ескіз зображення на картон, звертаючи увагу на те, на якому тлі буде краще виглядати обрана картинка: білому або кольоровому.
2. Відокремлюємо від брусків пластиліну невеликі шматочки і наносимо їх на основу у відповідності з задумом. При цьому використовуємо різні прийоми ліплення: це — шматочок пластиліну знаходиться між долонями або долонею і дошкою, розкочується за допомогою прямолінійних рухів кистей, набуваючи при цьому циліндричну форму;
- розкочування — шматочок пластиліну перетворюється на подовжений циліндр за допомогою кругових рухів кисті;
- скочування — частина пластиліну, що перетворються в кулю;
- загладжування — використовується для створення плоских і гладких поверхонь;
- сплющення — із шматочка пластиліну кулястої форми, стисканням утворюються коржі;
- прищипування
- відтягування.

3. Для створення картин з пластиліну з великою кількістю деталей, а також більш виразною промальовування предметів можна використовувати медичний шприц без голки. Всередину шприца поміщають брусочок пластиліну і обережно нагрівають, а потім обережно видавлюють довгими тонкими «нитками». Для більш товстих ниток можна використовувати кондитерський шприц. Нагріти шприц можна зануривши його в ємність з гарячою водою, або поклавши на батарею опалення.
4. Для отримання більш м'яких переходів між квітами та отримання необхідних відтінків пластиліну, різні кольори пластиліну змішують просто в руках. При цьому потрібно пам'ятати про наступні нюанси: не варто змішувати більше двох кольорів пластиліну одночасно, інакше колір вийде тьмяним; домогтися більш яскравого і глибокого відтінку можна шляхом примешивания до будь-якого кольору чорного пластиліну.